# إلوي سالغادو
إلوي سالغادو (بالإنجليزية: Eloy Salgado)‏ هو لاعب كرة قدم أمريكي في مركز الهجوم، ولد في 9 مارس 1970 في إيرفينغ في الولايات المتحدة. شارك مع منتخب الولايات المتحدة تحت 20 سنة لكرة القدم. أما مع النوادي، فقد لعب مع إمباكت مونتريال وميلواكي وايف.